# Ginikachi Eloka
Ginikachi Eloka, également connue comme Kachi Eloka, née en 1993 à Lagos, est une photographe, artiste visuelle et rédactrice indépendante d'origine nigériane.

## Biographie
Originaire du Nigéria, Ginikachi Eloka étudie l'ingénierie des systèmes à l'université de Lagos en 2014. Elle est à l’origine du concept commercial appelé "Yard Sales" ou vide grenier solidaire, qui lui permet de gagner de l’argent tout en ajoutant de la valeur au quotidien d'autres personnes. 
Le projet permet de mettre à la disposition de nombreux acheteurs, à des prix réduits, des articles de qualité provenant de la garde-robe de personnes soucieuses de leur style. Il offre également une plateforme d'achat qui permet aux personnes désireuses d'améliorer ou de désencombrer leur garde-robe de gagner de l'argent.
Ginikachi Eloka débute la photographie en 2012 alors qu'elle capture fréquemment des moments intimes et aléatoires de ses amis et de sa famille sur son téléphone portable. Elle professionnalise sa pratique à partir de 2017, à travers la photographie de mode et le portrait,.
Elle vit et travaille à Lagos.

## Carrière professionnelle
Le travail de Ginikachi Eloka explore les thèmes de la féminité et du style dans son pays d'origine. L'expérimentation par le biais de la photographie et d'autres médias lui permet d'explorer ses dilemmes personnels,. Elle a notamment réalisé des travaux artistiques pour la Lagos Fashion Week, Sotheby's, Alara, Elle SA, Vlisco ou ART X Lagos.
Rédactrice de contenus indépendante pour différents médias dont Konbini ou encore True Africa, elle utilise ses textes pour mettre en lumière les œuvres des créatifs africains à travers la mode, l'entrepreneuriat et les arts. 
L’autrice cherche ainsi à partager les œuvres des créateurs nigérians et africains avec un public mondial, tout en mettant en avant l'authenticité et l'artisanat des personnes ayant des racines en Afrique.
Ginikachi Eloka est également l’ancienne ambassadrice de la marque Zaron Hair & Makeup.